# Hypena extensalis
Hypena extensalis là một loài bướm đêm trong họ Erebidae.